# ويليام بيرسي شارب
ويليام بيرسي شارب (بالإنجليزية: William Percy Sharpe)‏ هو سياسي أمريكي، ولد في 1871، وتوفي في 13 نوفمبر 1942. حزبياً، نشط في الحزب الديمقراطي.